# Блокерси
Блокерси (пол. Blokersi) — польський термін, придуманий в кінці 1990-х років фотожурналісткою Марією Збазькою (пол. Marię Zbąską) для позначення молодих безперспективних людей, що полюбляють зловживати алкоголем та легкими наркотиками; є напівкримінальною субкультурою урбанізованих районів Польщі. Блокерсів часто помилково ототожнюють з хіп-хопівською субкультурою. У 2001 році польським режисером Сильвестром Латковським був знятий однойменний художній фільм про блокерсів.